# 돔 페리뇽 (샴페인)

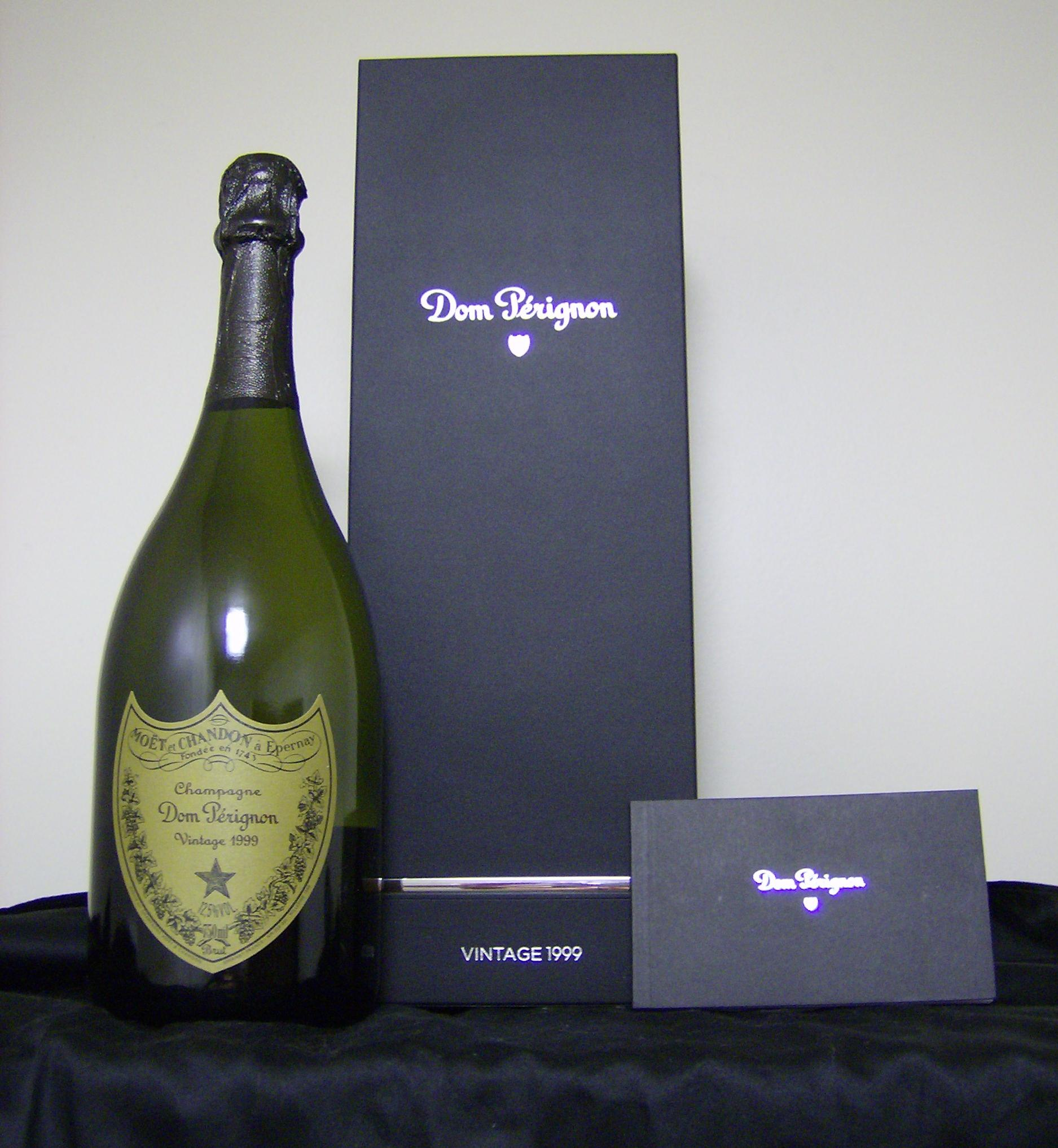
돔 페리뇽

돔 페리뇽(프랑스어: Dom Pérignon)은 프랑스의 모엣 & 샹동이 생산하는 샴페인이다. 돔 페리뇽이란 명칭은 샴페인과 코르크 마개를 발명한 베네딕트 수도사 동명의 수도사의 이름을 따서 명명되었다. 샴페인 중에서도 특히 숙성 기간이 긴 빈티지 샴페인에 속한다. 각 빈티지에서 생산되는 병의 수는 최소 500만병이지만 정확하게 수를 매기지는 않는다.